# Список базилік Індії
Список малих базилік Індії — список католицьких храмів Республіки Індія, відзначених титулом Мала базиліка. Цей почесний титул присвоюється Святим Престолом в ознаменування древності храму, його історичної важливості та/або великої значущості як паломницького центру.
Індія є країною з найбільшою кількістю Малих базилік в Азії. Із загального списку індійських католицьких храмів, які мали до початку 2013 року титул Малої базиліки, 17 належать до Римо-католицької церкви, 3 відносяться до Сіро-малабарської католицької церкви та 1 — до Сіро-маланкарської католицької церкви.
| №  | Місце знаходження                  | Назва базиліки                                                                                          | Час заснування | Дата присвоєння титулу | Фото | Церква / Діоцез                                                       |
| -- | ---------------------------------- | --- | -------------- | ---------------------- | ---- | --------------------------------------------------------------------- |
| 1  | Старий Гоа, Гоа                    | Базиліка Бон-Жезус (порт. Basílica do Bom Jesus)                                                        | 1594 рік       | 11.01.1946             |      | Римсько-католицька церква / Архиєпархія Гоа і Дамана                  |
| 2  | Мумбаї, Махараштра                 | Базиліка Богоматері Гірської (Маунт Мері) (англ. Basilica of Our Lady of the Mount (Mount Mary Church)) | 1760 рік       | 04.10.1954             |      | Римсько-католицька церква / архиєпархія Бомбея                        |
| 3  | Ченнаї, Тамілнад                   | Базиліка Святого Томи (порт. Basílica de São Tomé)                                                      | 1522 рік       | 16.03.1956             |      | Римсько-католицька церква / Архиєпархія Мадраса і Мелапора            |
| 4  | Сардхана, Мератх, Уттар-Прадеш     | Базиліка Богоматері Милість (англ. Basilica of Our Lady of Graces)                                      | 1809/1822 роки | 13.12.1961             |      | Римсько-католицька церква / Діоцез Мератх                             |
| 5  | Веланканні, Нагапаттінам, Тамілнад | Базиліка Богоматері Доброго Здоров'я (англ. Basilica of Our Lady of Good Health)                        | 1771 рік       | 03.11.1962             |      | Римсько-католицька церква / Діоцез Танджор                            |
| 6  | Бангалор, Карнатака                | Базиліка Святої Марії (англ. St. Mary's Basilica)                                                       | 1803 рік       | 02.09.1973             |      | Римсько-католицька церква / Архиєпархія Бангалора                     |
| 7  | Коччи, Керала                      | Кафедральна базиліка Святої Марії (англ. St. Mary's Cathedral Basilica)                                 | 1112 рік       | 20.03.1974             |      | Сіро-малабарська католицька церква / Архиєпархія Ернакулам — Ангамалі |
| 8  | Тутікорін, Тамілнад                | Базиліка Богоматері Снігова (англ. Our Lady of Snows Basilica)                                          | XVI століття   | 30.07.1982             |      | Римсько-католицька церква / діоцез Тутікорін                          |
| 9  | Коччі, Керала                      | Кафедральна базиліка Святого Хреста (англ. Santa Cruz Cathedral Basilica)                               | 1505 рік       | 23.08.1984             |      | Римсько-католицька церква / Діоцез Кочіна                             |
| 10 | Бандель, Хугли, Західна Бенгалія   | Базиліка Богоматері Розарію (англ. Basilica of Our Lady of the Rosary)                                  | 1599 рік       | 25.11.1988             |      | Римсько-католицька церква / архиєпархія Калькутти                     |
| 11 | Тріссур, Керала                    | Базиліка Богоматері Скорботи (англ. Our Lady of Dolours Basilica)                                       | 1929 рік       | 25.04.1992             |      | Сіро-малабарська католицька церква / Архиєпархія Тріссур              |
| 12 | Пунда, Аріялур, Тамілнад           | Базиліка Богоматері Лурдської (англ. Basilica of Our Lady of Lourdes)                                   | 1714 рік       | 03.08.1999             |      | Римсько-католицька церква / Діоцез Кумбаконама                        |
| 13 | Ранчо, Джаркханд                   | Базиліка Божественного Материнства Богоматері (англ. Basilica of the Divine Motherhood of Our Lady)     | 1903 рік       | 30.11.2004             |      | Римсько-католицька церква / Архиєпархія Ранчи                         |
| 14 | Коччи, Керала                      | Базиліка Богоматері Спокути (англ. Basilica of Our Lady of Ransom)                                      | 1524 рік       | 01.12.2004             |      | Римсько-католицька церква / архиєпархія Вераполі                      |
| 15 | Тіруччіраппаллі, Тамілнад          | Базиліка Святого Спасителя (англ. Basilica of the Holy Redeemer)                                        | 1846 рік       | 12.10.2006             |      | Римсько-католицька церква / Діоцез Тіруччіраппаллі                    |
| 16 | Тіруванантапурам, Керала           | Базиліка Святої Марії Цариці Миру (англ. St. Mary, Queen of Peace Basilica)                             | 1933 рік       | 13.10.2008             |      | Сіро-Маланкарська католицька церква / Архиєпархія Трівандрума         |
| 17 | Секундерабад, Андхра-Прадеш        | Базиліка Богоматері Успіння (англ. Basilica of Our Lady of the Assumption)                              | 1847 рік       | 07.11.2008             |      | Римсько-католицька церква / Архиєпархія Хайдарабаду                   |
| 18 | Ангамалі, Керала                   | Базиліка Святого Георгія (англ. St. George Basilica)                                                    | 1997 рік       | 24.06.2009             |      | Сіро-малабарська католицька церква / Архиєпархія Ернакулам — Ангамалі |
| 19 | Аллеппі, Керала                    | Базиліка Святого Андрія (англ. St. Andrew's Basilica)                                                   | XVI століття   | 09.07.2010             |      | Римсько-католицька церква / Діоцез Аллеппі                            |
| 20 | Пудучеррі, СТ Пудучеррі            | Базиліка Святого Серця Ісуса (англ. Basilica of the Sacred Heart of Jesus)                              | 1895 рік       | 24.06.2011             |      | Римсько-католицька церква / Архиєпархія Пудучеррі і Куддалор          |
| 21 | Палліппурам, Керала                | Базиліка Богоматері Сніжної (англ. Basilica of Our Lady of Snow)                                        | 1503 рік       | 27.08.2012             |      | Римсько-католицька церква / Діоцез Коттапурама                        |